# 小行星8608
小行星8608（8608 Chelomey）是一颗绕太阳运转的小行星，为主小行星带小行星。该小行星于1976年12月16日发现。

## 轨道参数
小行星8608的轨道半长轴为2.2684489 AU，离心率为0.136。